# Júlia César, a Jovem
Júlia César (em latim: Iulia Caesaris; Roma, 101 a.C. — 51 a.C.), por vezes citada pelos historiadores como a Jovem (em latim: Minor), era uma nobre da Roma Antiga ativa durante o século I a.C.. Era filha do pretor Caio Júlio César com Aurélia Cota e irmã mais nova do ditador Júlio César. Ela nasceu em 101 a.C.. Casou-se com Marco Ácio Balbo, um pretor originário de uma família senatorial de origem plebeia e teve com ele duas filhas das quais sabe-se o nome de uma, Ácia Balba Cesônia, a mãe de Otávia Menor, a quarta esposa do triúnviro Marco Antônio, e do primeiro imperador, Augusto.
Júlia e a mãe deram às cortes romanas um detalhado e verdeiro relato sobre o caso entre Pompeia (sua cunhada) e o político Públio Clódio Pulcro no escândalo da Bona Dea de 62 a.C., no qual Públio teria entrado vestido de mulher na casa de Júlio César, à época pontífice máximo, durante os rituais exclusivamente femininos dedicados a deusa, o que provocou a separação do casal. Júlia faleceu aos cinquenta anos em 51 a.C. e sua oração fúnebre foi declamada pelo seu neto mais novo, Otaviano (o futuro imperador Augusto), que tinha apenas doze anos de idade.